# میل-۲۸
میل ام‌آی-۲۸ (به روسی: Ми-28) (نام‌گذاری ناتو Havoc) یک بالگرد جنگنده روسی جهت مقابله با اهداف زمینی زره‌پوش و اهداف هوایی کم‌سرعت در روز و شب و تمام وضعیت‌های آب‌وهوایی است. این بالگرد ۵ پره مجهز به دو موتور توربوشفت با قدرت ۲۲۰۰ اسب بخار است.
کار بر روی طراحی میل ام‌آی-۲۸ در سال ۱۹۸۰ آغاز شد و اولین پیش‌نمونه آن در نوامبر ۱۹۸۱ به پرواز درآمد. در سال ۲۰۰۶ اولین فروند از آن به نیروی هوایی روسیه تحویل داده شد.

## تاریخچه

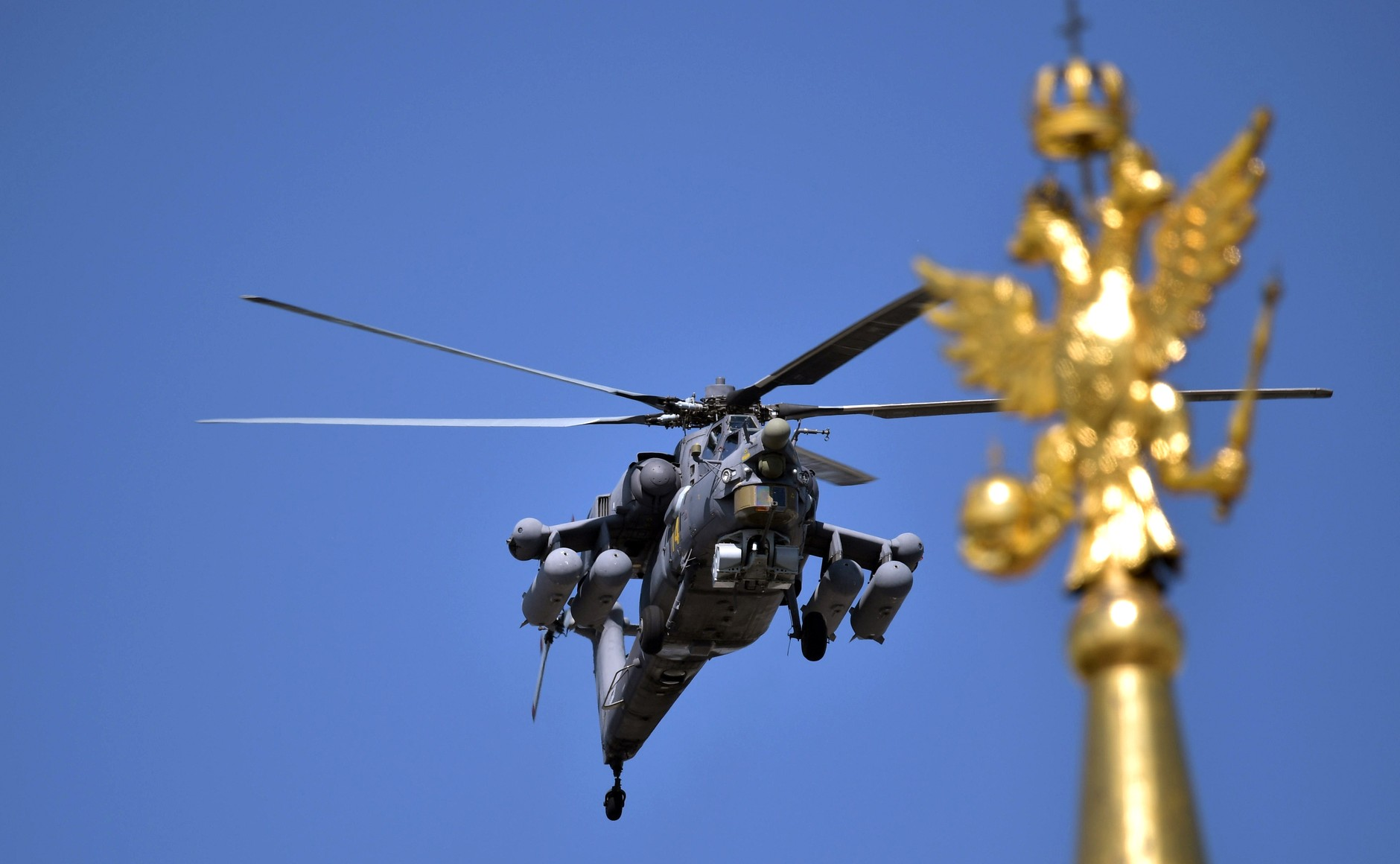

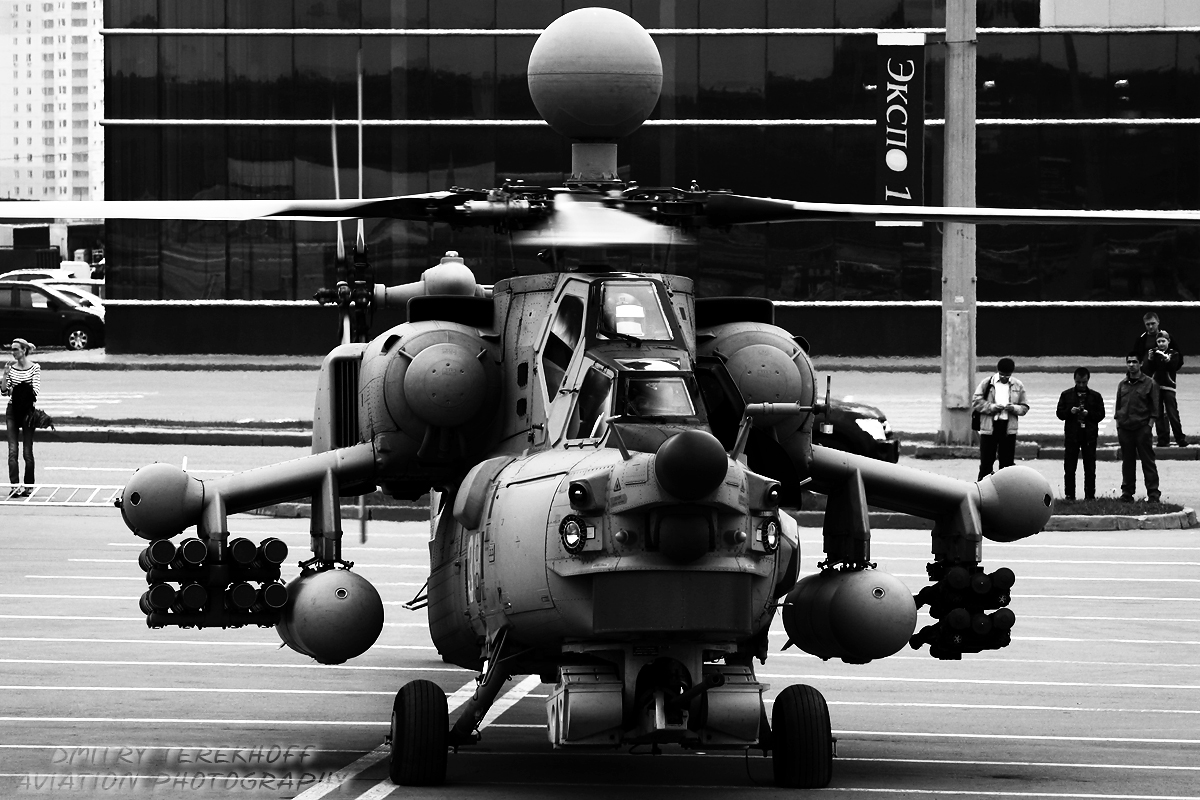

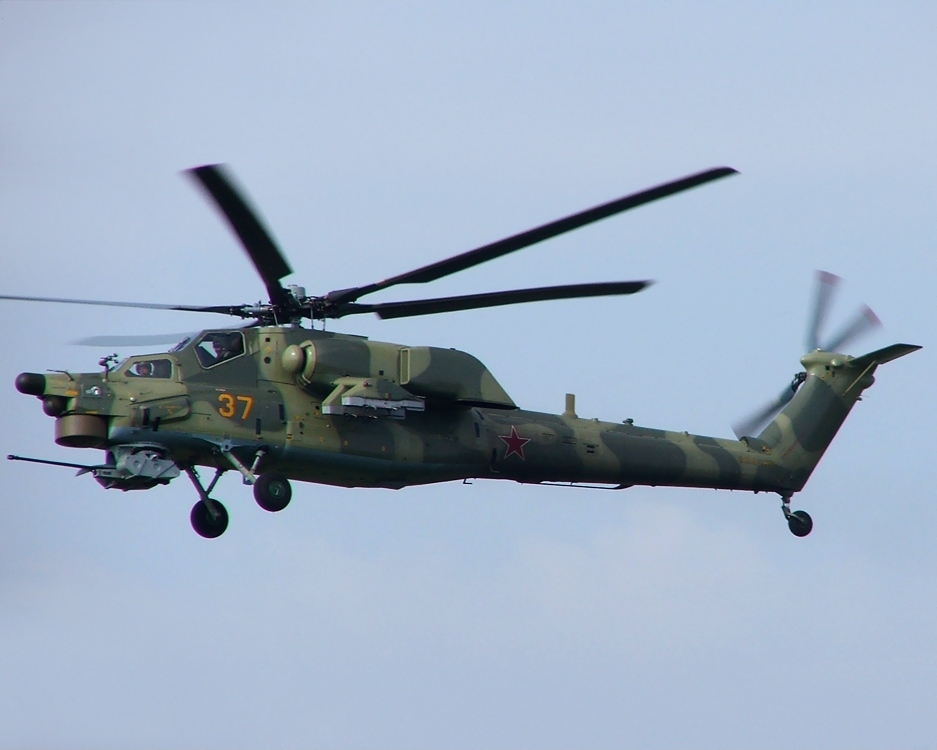

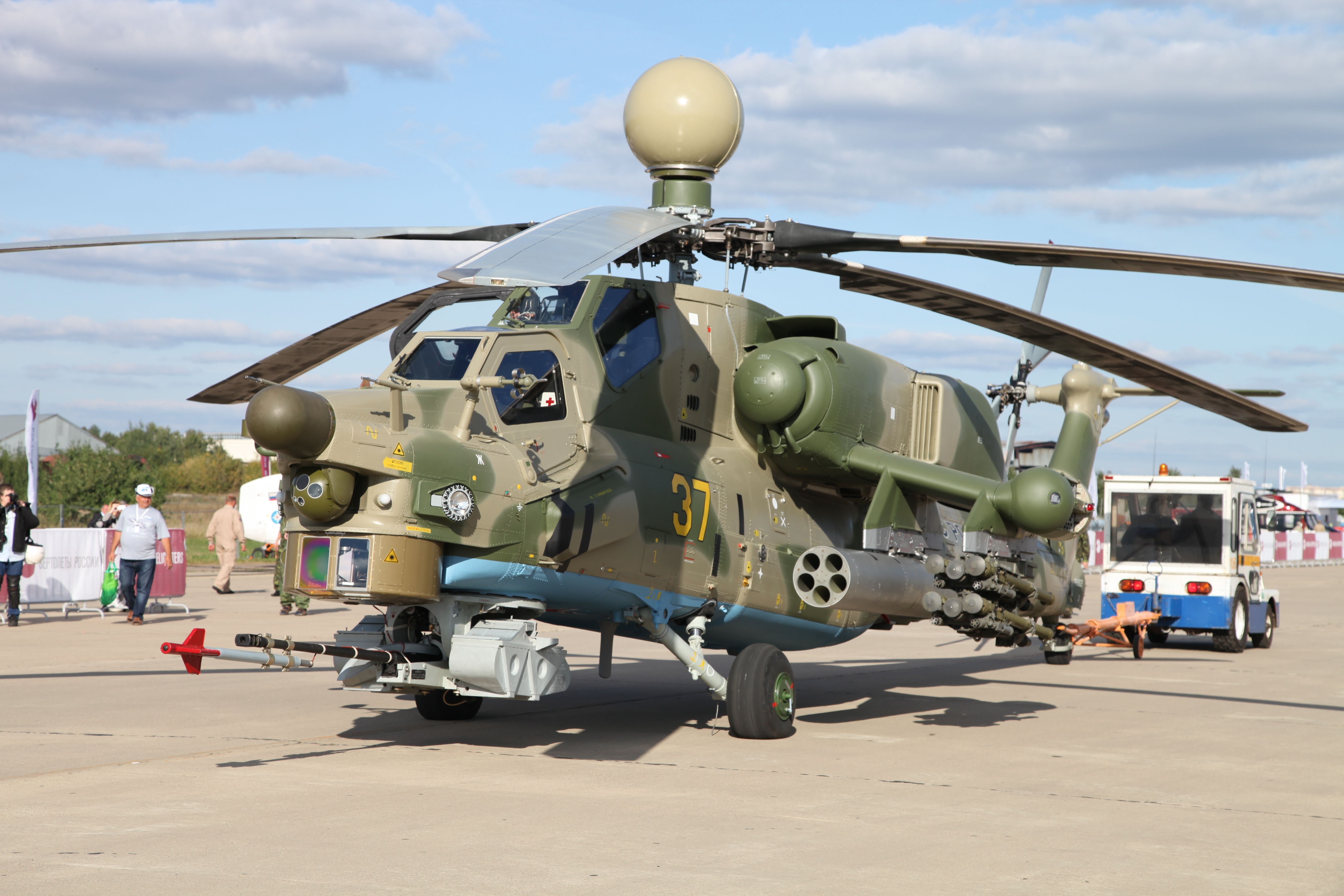

در میانه دهه ۱۹۷۰ میلادی فرماندهان نیروی هوایی و وزارت دفاع اتحاد شوروی به این نتیجه‌گیری رسیدند که بالگرد تهاجمی/ترابری میل -۲۴ دیگر پاسخگوی نیازهای آینده ارتش شوروی نیست و تلاش برای ساخت این بالگرد چندمنظوره منجر به از دست رفتن بخشی از مقدورات عملیاتی، افزایش وزن و اندازه آن شده‌است. این بالگرد دچار محدودیت‌های بسیاری به ویژه در محیط‌های گرم و بلند بود.
در پی برگزیده شدن طرح بالگرد ۲ نفره بسیار چابک و با گنجایش جابجایی مهمات بسیار ای‌اچ-۶۴ آپاچی در نیروهای مسلح ایالات متحده، شورای وزیران اتحاد شوروی در ۱۶ دسامبر ۱۹۷۶ (۲۵ آذر ۱۳۵۵) دستور کاری را برای گسترش بالگرد تهاجمی تازه‌ای در همان راستا و با هدف طراحی و توسعه نسل نوینی از بالگردهای رزمی با هدف انهدام خودروها و دستگاه‌های دشمن و به ویژه تانک در رزمگاه و نزدیکی خط مقدم، برای خدمت در هوانیروز شوروی در دهه ۱۹۸۰ میلادی صادر کرد. مسئولیت طراحی این بالگرد جدید به دو گروه اصلی طراحی این کشور یعنی دفتر طراحی کاموف و میل واگذار شد.
این رقابت منجر به طرح نامتعارف بالگرد یک‌نفره کاموف-۵۰ و میل-۲۸ شد. برنامهٔ میل-۲۸ با مدیریت «مارات تیسچنکو» به سرعت پیشرفت کرد و نخستین فروند از این بالگرد در ژانویه ی سال ۱۹۸۸ پرواز کرد، این بالگرد از یک موتور پرقدرت همچنین پروانه دم ایکس‌شکل بهره می‌برد. برای اولین بار این بالگرد در نمایشگاه هوایی پاریس در سال ۱۹۸۹ عرضه شد. دومین میل-۲۸ در سال ۱۹۹۱ کامل شد اما در سال ۱۹۹۳ این برنامه لغو شد. علت آن عدم توانایی رقابت میل-۲۸ با کاموف-۵۰ بود که مهم‌ترین دلیل آن نداشتن توانایی پرواز در تمام شرایط آب و هوایی در این بالگرد بود.

## اولین پرواز

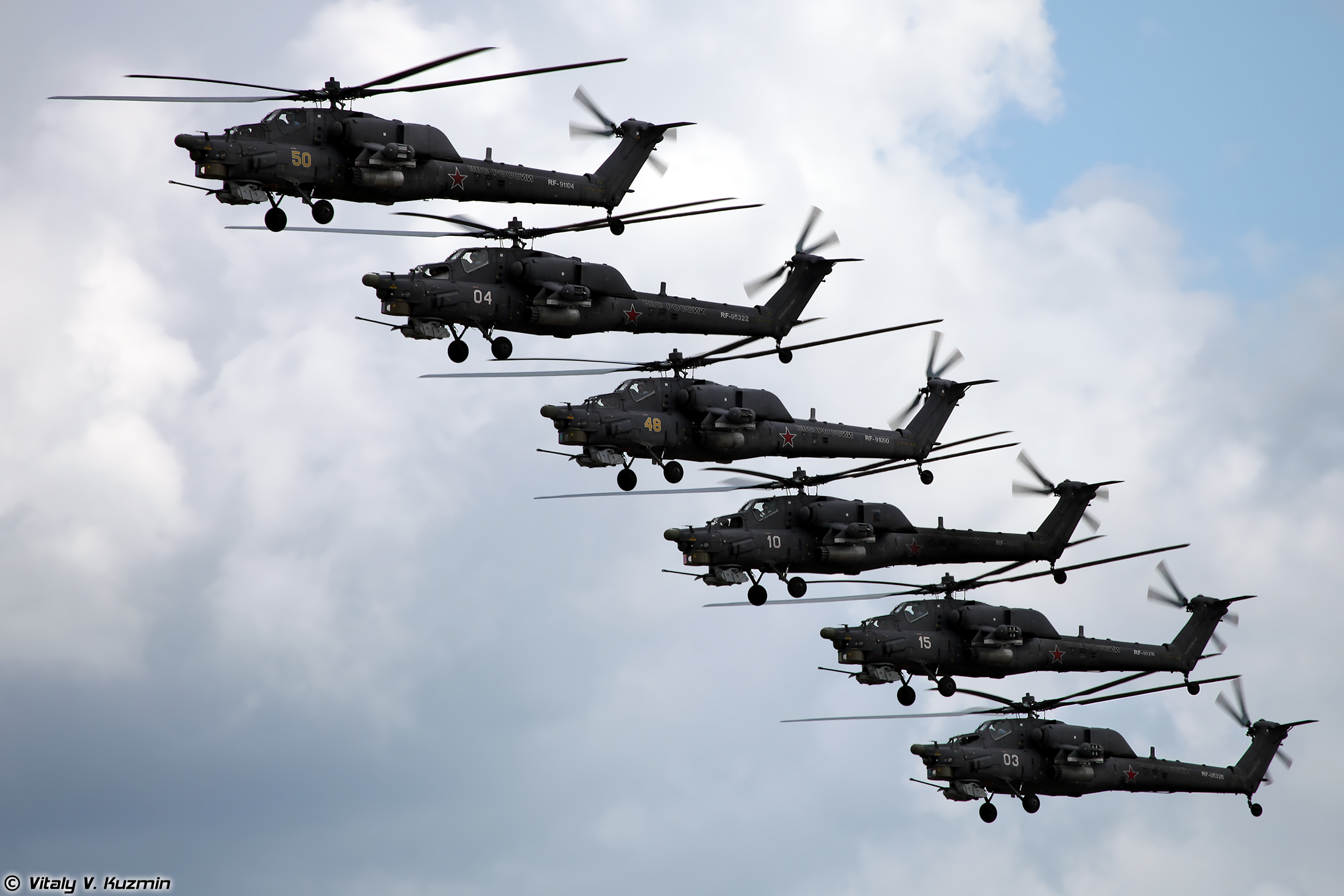
شش فروند میل-۲۸ در نمایش هوایی اویامکس روسیه

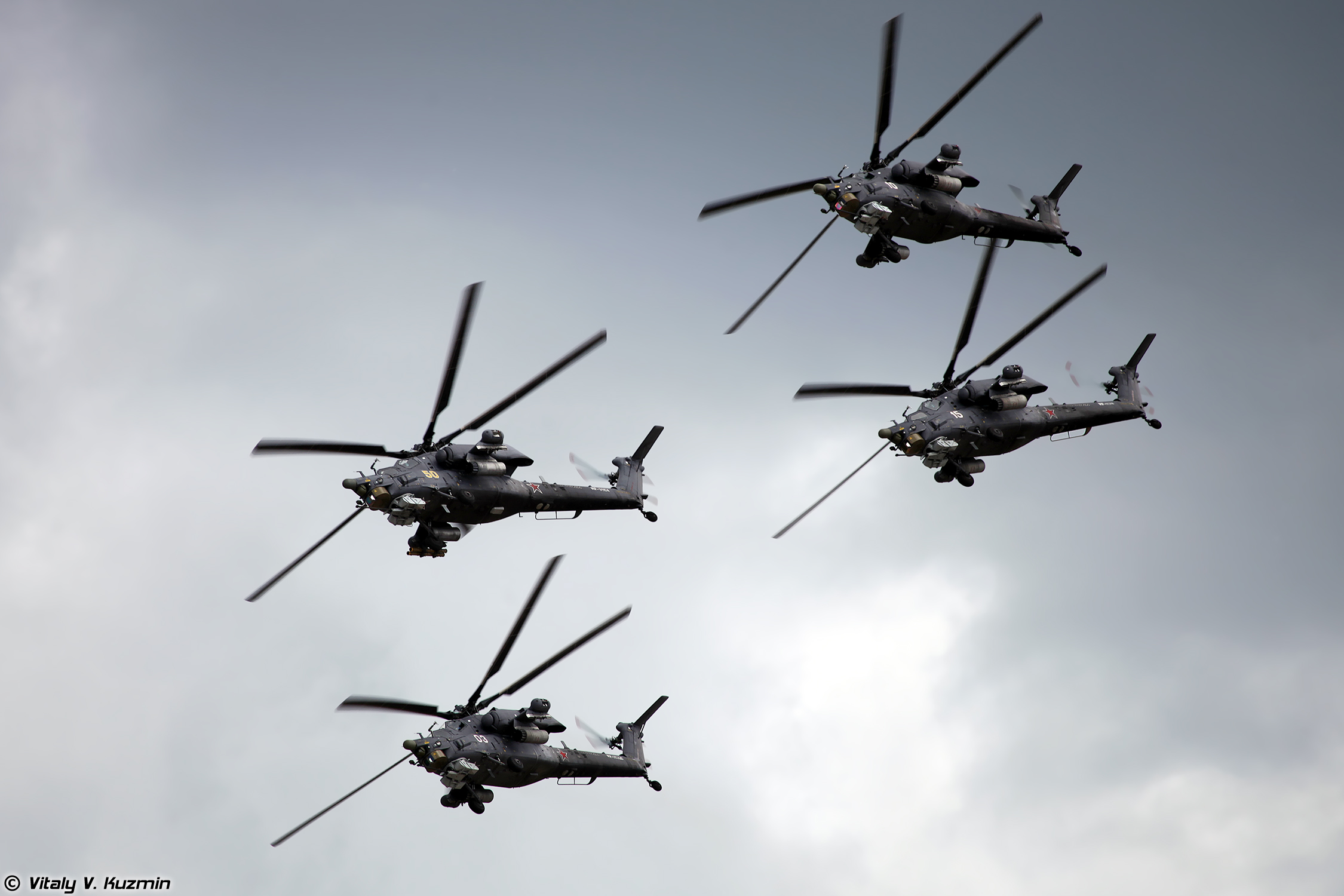

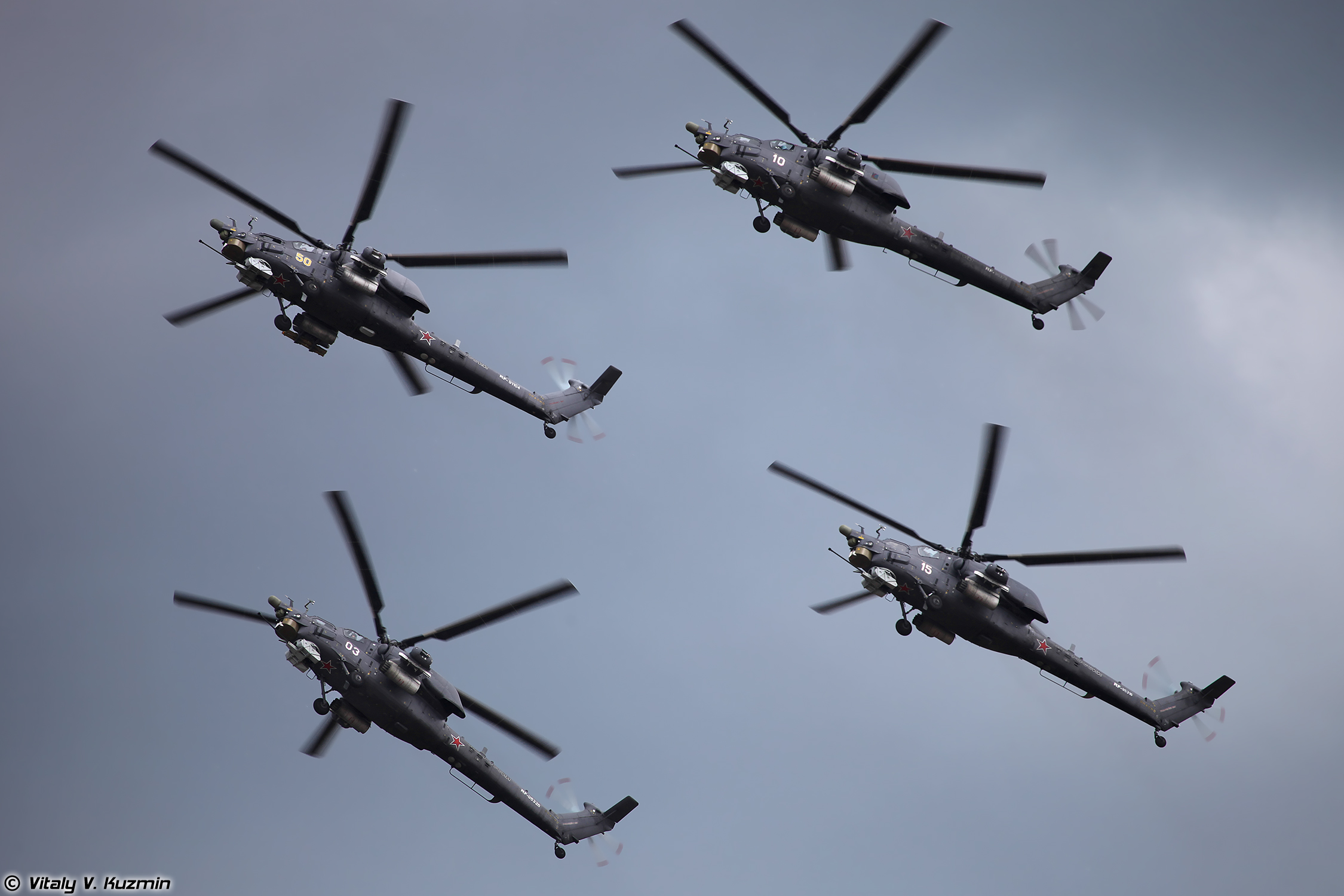

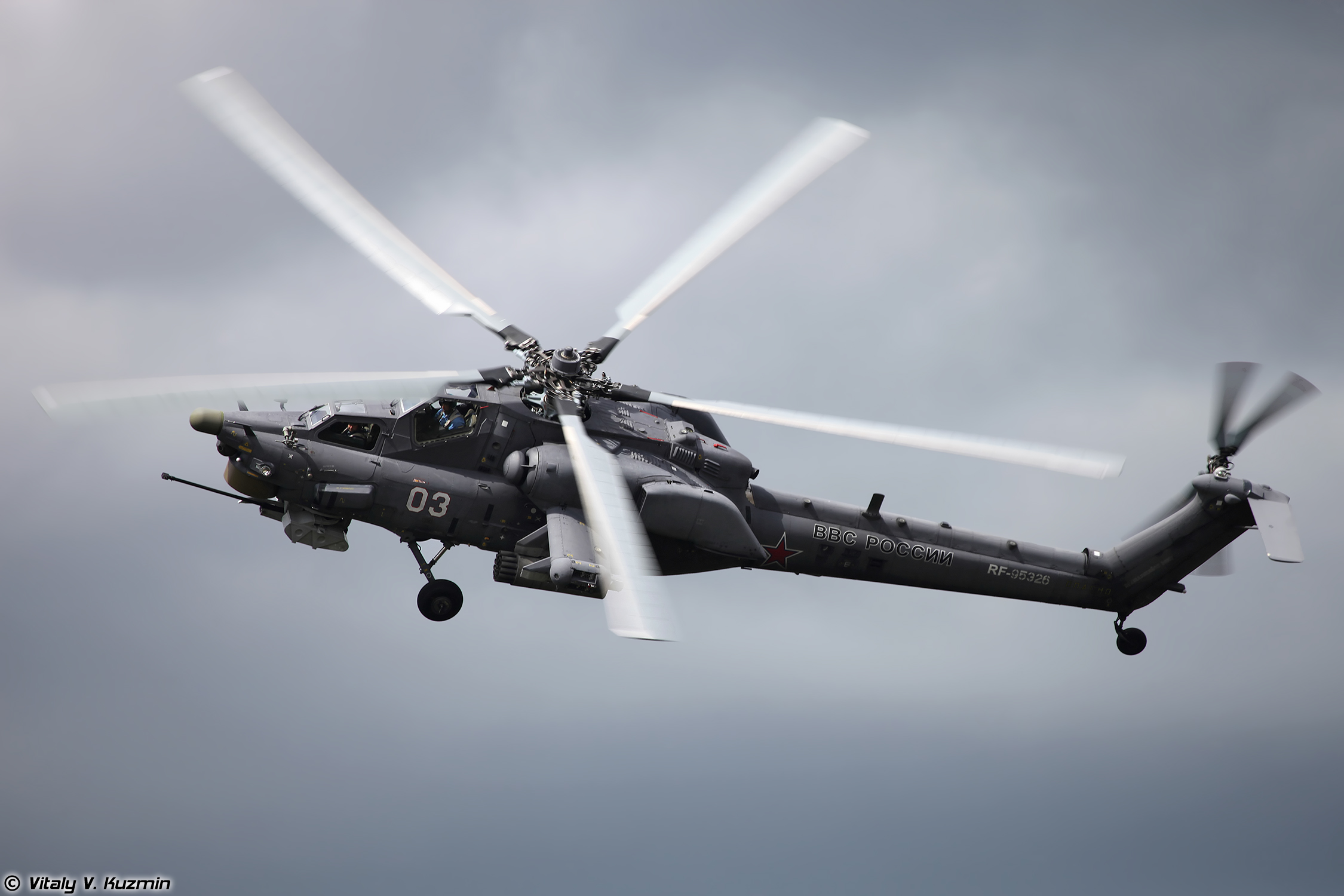

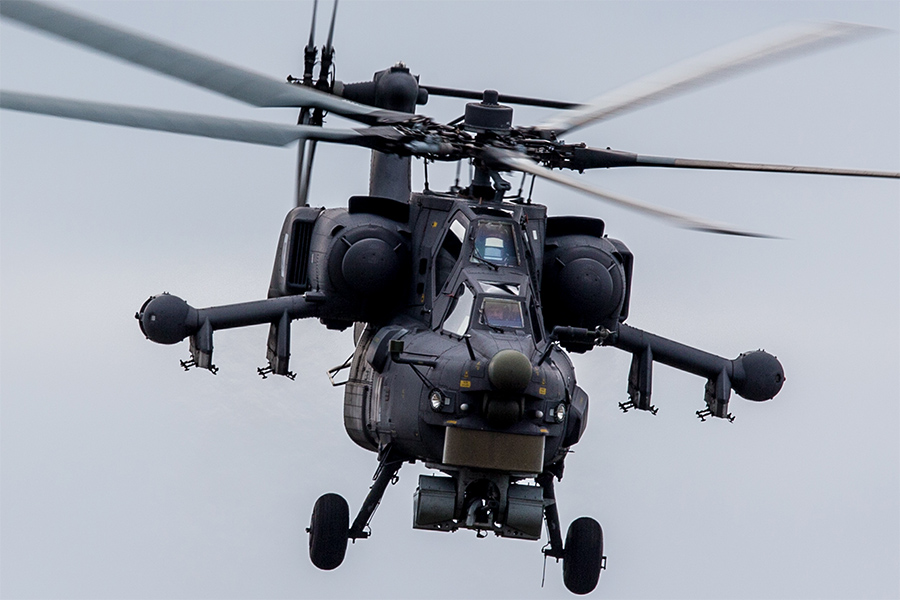

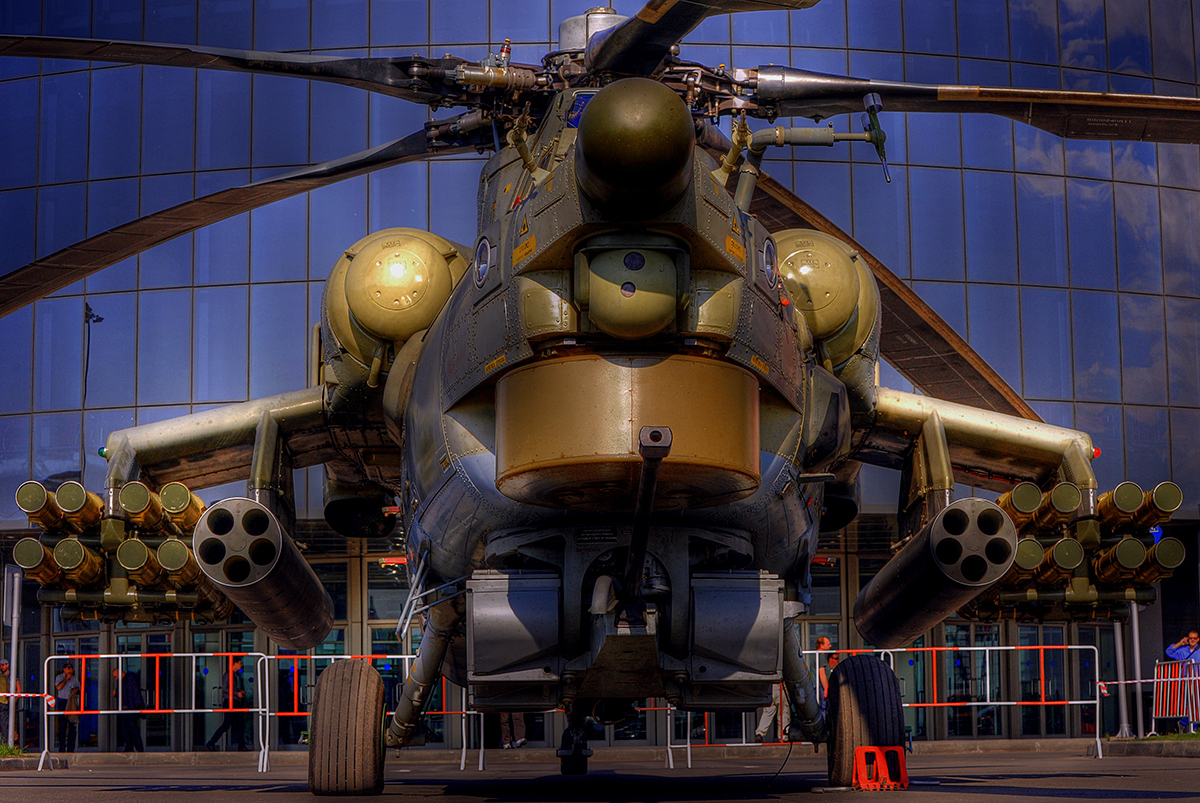

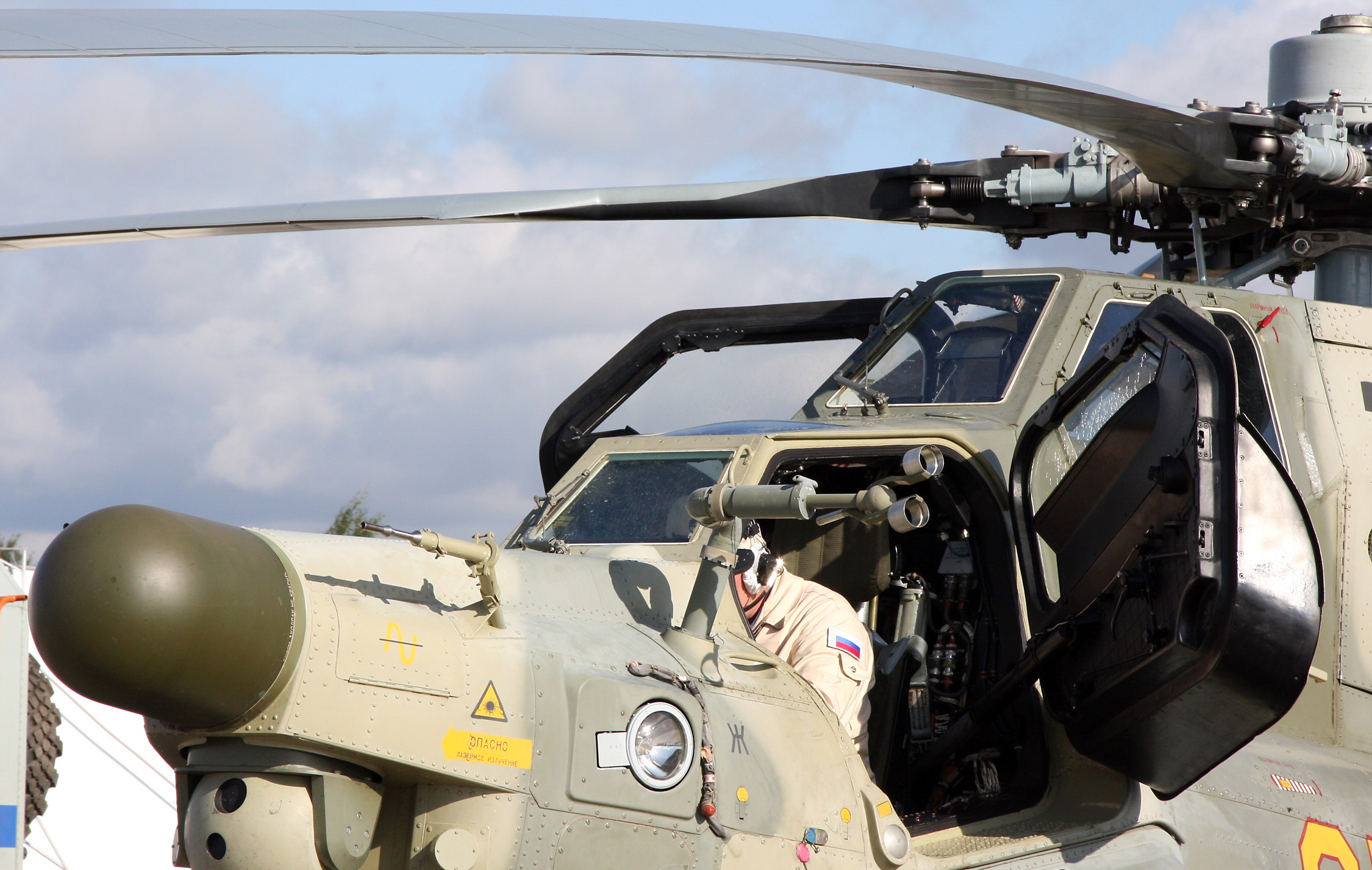

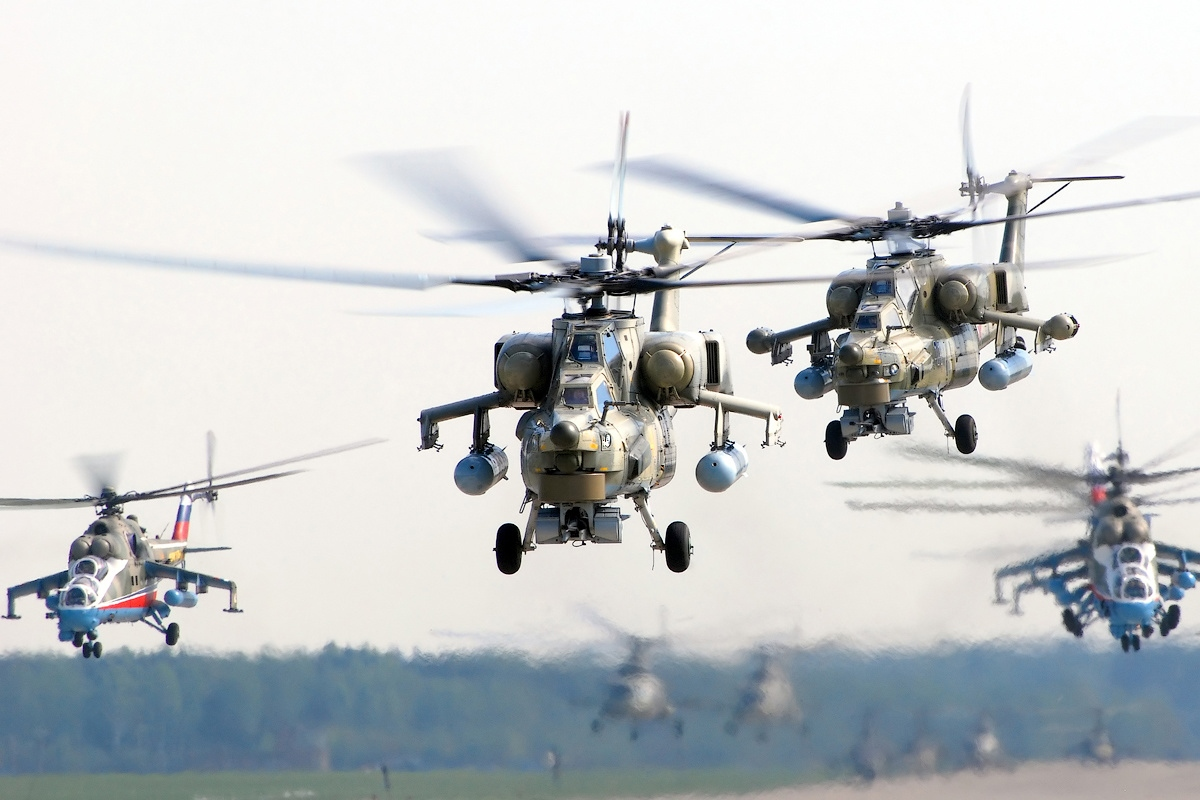

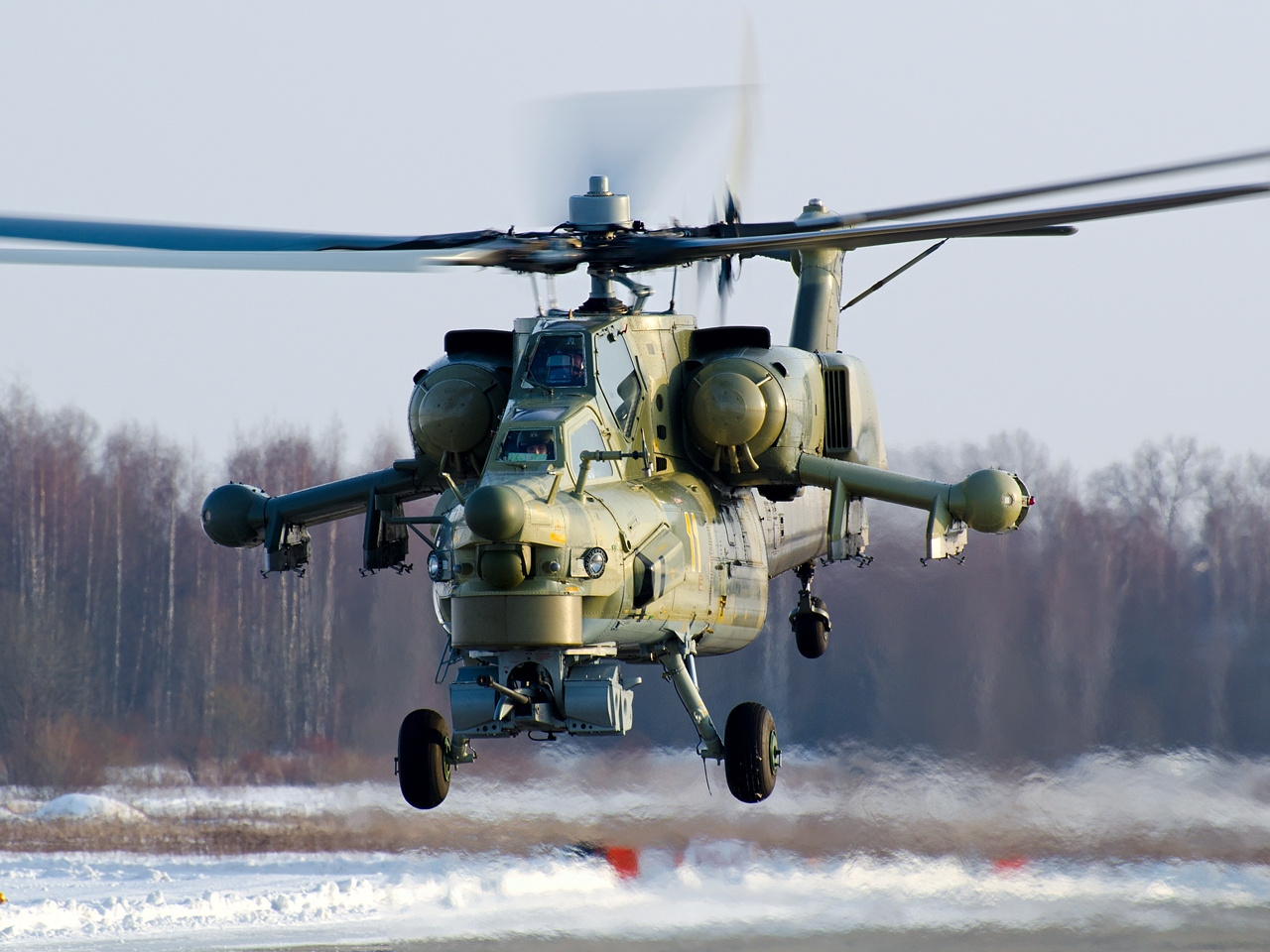

با این حال در سال ۱۹۹۵ میل نمونه میل-۲۸ان را عرضه کرد که حرف اِن (N) به معنای شب است که اولین پرواز آن ۱۴ نوامبر ۱۹۹۶ انجام شد. مهم‌ترین ویژگی در آن زمان راداری بود که در یک کاورگرد در بالای پروانه اصلی نصب شده بود (همانند ای‌اچ -۶۴ لانگ‌بو آپاچی). میل ۲۸ان دارای یک دستگاه دید مدل تور و دستگاه نشانه‌روی در زیر دماغهٔ خود است به علاوه تلویزیونی که به یک دوربین نصب است و سیستم فلیراما با توجه به مشکلات مالی طرح قطع شد. پیش‌نمونه دوم با پروانه اصلی بهبودیافته در سال ۲۰۰۴ عرضه شد. تغییرات انجام شده در ارتش بعد از جنگ سرد باعث شد که به بالگردهای ضدتانک توجه بیشتری شود، به همین دلیل مزایای خوب میل-۲۸ان مانند قابلیت انجام مأموریت در تمام شرایط آب و هوایی، قیمت پایین‌تر و تشابه آن با میل-۲۴ داشت مهم می‌شد. در سال ۲۰۰۳ فرمانده نیروی هوایی روسیه اعلام کرد که در آینده هر دو کاموف-۵۰ و میل-۲۸ان بالگرهای استاندارد ارتش خواهند بود. اولین نمونه‌های میل-۲۸ان در تاریخ ۵ ژوئن ۲۰۰۶ به ارتش تحویل داده شد.

## ویژگی‌های طرح

### کابین خدمه
میل-۲۸ در پاسخ به نیازهای شوروی به نسل جدیدی از بالگردهای پیشرفته با کارایی عملیاتی و قابلیت بقای رزمگاهی زیاد طرحی و ساخته شد. این بالگرد مانند بسیاری از بالگردهای جهان از طرحی متعارف شامل استفاده از یک پروانه اصلی و ملخ تثبیت دُمی بهره می‌گیرد. این بالگرد دارای دو خدمه (خلبان و متصدی جنگ‌افزار) است که به صورت پشت سر هم در کابین پله‌ای (افسر جنگ‌افزار در صندلی جلو و خلبان در کابین پشت و بالاتر از او) مستقر می‌شوند. بر خلاف میل-۲۴ کنترل‌های پروازی تنها در اختیار خلبان میل-۲۸ است.
برای افزایش توانایی بقای رزمی این بالگرد نسبت به نسل پیش از خود و تأمین امنیت خدمه پروازی، آن‌ها در کابین‌های زرهپوش تیتانیمی تقویت شده با صفحات سرامیکی به صورت جدا از یکدیگر مستقر می‌شوند. این پیکره‌بندی توانایی تحمل صدمات ناشی از اصابت گلوله‌های ۱۲/۷ میلی‌متری را داراست. پنجره جلو کابین خدمه به شیشه‌های ضدگلوله با ضخامت ۴۲ میلی‌متر مجهز است که می‌توانند در برابر برخورد گلوله‌های ۱۲/۷ میلی‌متری دوام بیاورند در حالی‌که شیشه‌های پهلویی با ضخامت ۲۲ میلی‌متر توان تحمل برخورد گلوله‌های ۷/۶۲ میلی‌متری را دارند.
کابین این باگرد مجهز به صندلی‌های جاذب ضربه «پامیر-کِی» (Pamir-K) به همراه ارابه فرود نیرومند و دریچه‌های کابین، بالچه‌ها و پروانه اصلی قابل پرتاب است. این ترکیب می‌تواند زنده ماندن خدمه را در سقوط با سرعت عمودی ۱۲ متر بر ثانیه تضمین کرده و ضربه فرود را از میزان مرگ‌آور ۶۰–۵۸ «جی» به ۱۲ جی کاهش می‌دهد.

### موتور و پروانه
این بالگرد مجهز به یک پروانه اصلی ۵ پره و ملخ دُمی است. جنس پره‌های اصلی از مواد کامپوزیت با سر تیتانیومی است گفته شده که می‌تواند برخورد گلوله‌های ۳۰ میلی‌متری را تحمل کند. ملخ دمی ۴ پره با زاویه ۳۵ و ۱۴۵ و به شکل حرف لاتین X است که باعث کاهش صدا می‌شود.
نیروی میل -۲۸ را دو دستگاه موتور توربوشفت «کلیموف تی وی ۳–۱۱۷ وی ام اِی» هر یک با توان ۲۱۹۴ اسب بخار (۱۶۳۶ کیلو وات) تأمین می‌کنند. این موتورها با فاصله زیاد در دو سوی کابین خدمه و بالای بالچه‌های آن نصب شده‌اند. ورودی‌های هوای موتور به پوشش محافظ در برابر اجسام خارجی و گردوغبار مجهزند. از سال ۲۰۱۰ نمونه‌های تولیدی این بالگرد به موتورهای پیشرفته تر «کلیموف وی کِی -۲۵۰۰–۰۲» هر یک با توان ۲۴۰۰ اسب بخار (۱۷۸۹ کیلو وات) مجهز شده‌اند. برای کاهش پخش شدن پرتوهای فروسرخ گرمایی از اگزوزهای سه‌گانه رو به پایین که در یک پوشش محافظ گرمایی قرار دارند استفاده شده‌است. سوخت داخلی آن در مخازن ضد نشت به ظرفیت ۱۵۰۰ لیتر حمل می‌شود. در عین حال این بالگرد توانایی حمل مخزن سوخت خارجی هر یک به گنجایش ۵۵۷ لیتر (در کل ۲۲۲۸ لیتر) در زیر بالچه‌های خود است.

### جنگ‌افزار
جنگ‌افزار ثابت سازمانی میل-۲۸، یک قبضه توپ ۳۰ میلی‌متری «شیپونوف ۲اِی۴۲» با ۳۰۰ تیر فشنگ است. این توپ که در زیر دماغه نصب شده در اصل یک جنگ‌افزار پیاده‌نظام است که بر روی نفربرهای زرهی «بی‌ام‌پی-۲» نصب شده‌است. این جنگ‌افزار دارای دو نواخت تیر است، نواخت تیر ۲۰۰ تیر در هر دقیقه و ۵۵۰ تیر در دقیقه که برد آن بر اهداف زمینی ۱۵۰۰ متر و علیه اهداف هوایی ۲۵۰۰ متر است که گلوله‌ها شامل گلوله‌هایی با انفجار زیاد برای استفاده علیه نفرات و گلوله‌های ضدزره است. فشنگ‌ها در دو غلاف جعبه‌ای شکل (هر کدام ۱۵۰ تیر) که در دو سوی توپ نصب شده‌اند قرار دارند و با حرکات افقی و عمودی توپ حرکت می‌کنند. توپ به همراه جعبه فشنگ‌ها قادر به چرخش ۱۱۰ درجه‌ای به هر طرف، ۱۳ درجه به بالا و و ۴۰ درجه به پایین است.
میل -۲۸ دارای دو بالچه کوتاه هر یک با ۲ آویزگاه حمل سلاح است که در دو سوی بدنه در زیر محفظه موتورها نصب شده‌اند. هر یک از این آویزگاه‌ها توانایی حمل تا ۴۸۰ کیلوگرم بار را دارد که معمولاً شامل ۲ مجموعه موشک‌های ضدتانک لوله پرتاب هدایت‌شونده رادیویی «۹ ام ۱۱۴ اِشتورم» (9M 114 shtrtum) (کد ناتو: اِی تی-۶ اسپایرال) یا «۹ ام اَتکا» (9M 120 Atka) (کد ناتو: «ای تی-۹ اسپایرال-۲) است. موشک «اَتکا -وی» جنگ‌افزار اصلی ضد زره میل-۲۸ و به ویژه مدل «اِن» است. بیشینه برد این موشک با سامانه هدایت رادیویی فرمان در خط دید ۵٬۸ کیلومتر و مجهز به سر جنگی متوالی است. توان نفوذ آن ۵۸۰ میلی‌متر در زره فولادی پس از غلبه بر زره واکنشی انفجاری است.
جنگ‌افزار هدایت‌ناپذیر میل-۲۸ شامل انواع گوناگونی از راکت‌های ۷۰، ۸۰، ۱۲۲ میلی‌متری و غلاف توپ «یوپی‌کِی-۲۳–۲۸» شامل یک توپ دو لول ۲۳ میلی‌متری به همراه ۲۵۰ تیر فشنگ است که همگی در آویزگاه‌های زیر بال حمل می‌شوند. دیگر جنگ‌افزارهای قابل حمل این بالگرد عبارت‌اند از: غلاف مین پخش‌کن «کِی‌ام‌جی یو-۲» و موشک‌های هوابه‌هوای «۹ کی-۳۱۰» و «۹ ام-۳۹ ایگلا». معمولاً تا ۸ موشک هوا به هوا را می‌توان در ۴ پرتابگر دوتایی برای کاربرد بر ضد بالگردها و هواپیماهای بدون سرنشین حمل کرد. در نوک هر بالچه، یک غلاف حاوی پرتابگرهای شراره (چف) با امکان حمل گیرنده‌های اخطار امواج راداری و لیزری می‌توان نصب شود.

### سامانه‌های الکترونیکی
این بالگرد به مجموعه‌ای از سامانه‌های الکترواُپتیکی برای دیده‌بانی و هدفگیری مجهز شده‌است و این تجهیزات عبارت‌اند از: یک فاصله‌یاب لیزری، جوینده هدف نشان‌گذاری شده با لیزر، دوربین تلویزیونی با سطح نوری پایین، برای انجام عملیات شبانه یا شرایط کمترین نور طبیعی روزانه، دستگاه صفحه‌نمایش جلو-سری و دستگاه نشانه‌روی مستقر بر روی کلاهخود خدمه پروازی. این بالگرد به سامانه یکپارچه تمام دیجیتال «بی آر یی او-۲۸ان» (BREO-28N) با توانایی عملیات روزانه و شبانه و همه شرایط جوی و در کل شش نمایشگر چندمنظوره کریستال مایع (سه عدد در کابین هر یک از خدمه) مجهز است. سیستم الکترواپتیکی سنگین و حجیم «اوپی‌اس-۲۸ان تُر» (OPS-28N Tor) اساساً یک حسگر هدف‌گیری برای شرایط مساعد جوی است که در هر دو مدل میل نصب شده (میل-۲۸ و میل-۲۸ان). این سیستم حسگر موازنه شده همانند و در ارتباط با توپ توانایی حرکت ۱۱۰ درجه به هر یک از دو طرف، ۱۳ درجه به سمت بالا و ۴۰ درجه به سمت پایین است. مجموعه تور شامل سه حسگر است که عبارت‌اند از یک دستگاه فروسرخ جلونگر (FLIR)، یک دوربین تلویزیونی و یک فاصله‌یاب لیزری که در پشت یک پنجره مسطح در زیر دماغه نصب شده‌اند. علاوه بر این سامانه، سامانه دیگری با نام «اومز - توز-۵۲۰» (Uomz-Toes-520) مجهز است که امکان انجام عملیات شبانه در ارتفاع پایین را فراهم می‌سازد. این سامانه کروی شکل دقیقاً زیر مخروط دماغه قرار دارد و برای ناوبری استفاده می‌شود.
این بالگرد مانند بالگرد آپاچی به یک رادار بر روی محور پروانه اصلی مجهز است. این رادار که «ان او-۲۵» (ON-25) نامیده می‌شود، برای نخستین بار در ۱۶ فوریه ۲۰۰۷ (۲۸ بهمن ۱۳۸۶) بر روی میل -۲۸ان آزمایش شد، با این حال هنوز در مرحله آزمایشی قرار دارد.

## تاریخچه عملیاتی
نخستین میل-۲۸ان در ژانویه ۲۰۰۶ در مراسمی به وزارت دفاع/هوانیروز نیروی هوایی روسیه تحویل شد. این بالگرد به منظور آموزش مربیان خلبانی و خلبانان رزمی به مرکز آموزش رزمی ۳۲۴ هوانیروز روسیه واقع در تورژوک تحویل شد. نخستین اسکادران رزمی این باگرد در پایگاه هوایی ۳۸۷ هوانیروز واقع در «بودیونوفسک» -یکی از دو یگان نخبه رزمی و پشتیبانی رزمی روسیه- در منطقه نظامی جنوب روسیه و در فاصله نه چندان دور از جمهوری پر آشوب جدایی‌طلب چچن مستقر شد. پس از آن، هنگ مستقل ۴۸۷ نخستین شکارچی شب خود را در آوریل ۲۰۰۹ (فروردین ۸۸) تحویل گرفت. تا سال ۲۰۱۰ این تعداد به ۱۶ فروند رسید. این اسکادران توانایی اولیه رزمی (روزانه) شکارچی شب را در تابستان ۲۰۱۰ (۱۳۸۸) کسب کرد و در سال ۲۰۱۱ (1389) خلبانان آن اجرای پروازهای شبانه و نیز پرواز در کوهستان را آغاز نمودند.
برنامه خرید وزارت دفاع روسیه شامل خرید ۵۰ فروند میل-۲۸ ان بود که تا پایان سال ۲۰۱۲ (اواخر پاییز ۱۳۹۱) تحویل شدند و ۷۰ فروند دیگر نیز تا سال ۲۰۱۸ (۱۳۹۷) تحویل خواهند شد. ارزش هر فروند از این بالگردها بیست و چهار میلیون دلار اعلام شده‌است. تاکنون دو فروند از این بالگردها بر اثر سقوط نابود شده‌اند. یک فروند در ۱۹ ژوئن ۲۰۰۹ (۲۹ خرداد ۱۳۸۷) در پی از کارافتادن موتور به‌دنبال شلیک هم‌زمان موشک‌های ۸۰ میلی‌متری در هنگام پرواز درجا در یک مرکز آزمایشی در نزدیکی مسکو و دیگری در ۱۵ فوریهٔ ۲۰۱۱ (۲۶ بهمن ۱۳۸۹) به دلیل خرابی جعبه دنده موتور در نزدیکی پایگاه هوایی یگان ۳۸۷ هوانیروز که منجر به کشته شدن سرهنگ خلبان آندری گلیانتسوف یکی از باتجربه‌ترین خلبانان رزمی شکارچی شب شد.

## صادرات
کشور کنیا چهار فروند از این بالگردها را خریداری کرده و به خدمت گرفته‌است و ۱۶ فروند دیگر نیز سفارش داده‌است. عراق نیز دارای ۱۲ سفارش قطعی و ۴۰ حق گزینش برای این بالگرد است. الجزایر و ونزوئلا هم هر یک به ترتیب ۴۲ و ۱۰ فروند از این بالگرد را سفارش داده‌اند.

## کاربران

### کاربران کنونی
الجزایر
- نیروی هوایی الجزایر[۱۳]

 عراق
- نیروی زمینی عراق[۱۳]

 روسیه
- نیروی هوایی روسیه[۱۳] ۹۰ میل-۲۸اِن, ۱۲ میل-۲۸یوبی[۱۴]

 اوگاندا
- نیروی هوایی اوگاندا[۱۵]

### کاربران بالقوه
کنیا

## گونه‌ها

### میل-۲۸
نمونهٔ آزمایشی تولیدشده در سال ۱۹۸۲

### میل-۲۸اِی
نمونهٔ اصلی ضد تانک، تکمیل‌شده در سال ۱۹۹۸، (اولین پرواز ۲۰۰۳)

### میل-۲۸دی
نمونهٔ عملیاتی ساده مشابه نسخهٔ اِن که فقط در طول روز و بدون رادار بالای پروانه اصلی و فلیر است.

### میل-۲۸ان
نمونهٔ اولیه آن با قابلیت اجرای عملیات شبانه (میل-۲۸ان) در سال‌های ۱۹۹۴–۹۵ ساخته شد و علی‌رغم این‌که این طرح لغو شد برنامه پیشرفت این بالگرد نیز ادامه یافت و نخستین نمونهٔ اولیه قادر به اجرای عملیات شبانه در سال‌های ۱۹۹۴–۹۵ ساخته شد و نخستین پرواز خود را در نوامبر ۱۹۹۶ (آبان ۱۳۷۵) -در حالی که سامانه کاملاً یکپارچه الکترونیک پروازی آن تکمیل نشده بود- انجام داد. تلاش برای توسعه نمونهٔ واقعاً پیشرفتهٔ میل-۲۸ان در سال ۲۰۰۳ (۱۳۸۲) گزارش شد. زمانی که وزارت دفاع روسیه اعلام کرد که قصد دارد تا سال ۲۰۱۰ (۱۳۸۹) پنجاه فروند از نسل نو این بالگردها را خریداری کند. تا ژوئن ۲۰۰۹ (خرداد ۱۳۸۸) دوازده فروند از این مدل به هوانیروز روسیه تحویل شد و «شکارچی شب» نام گرفت.

### میل-۲۸ان‌ئی
نمونهٔ صادراتی مدل میل-۲۸ان است که به کره شمالی پیشنهاد شد.

### میل-۲۸یوبی
نمونهٔ تمرینی - تهاجمی میل-۲۸ان که دارای فرمان کنترل هیدرولیک بالگرد، هم برای خلبان هم برای متصدی جنگ‌افزار است.

### میل-۲۸یواِم
این نمونه برای نخستین بار در نمایشگاه هوایی ماکس در ۲۰۱۳ به نمایش درآمد. نخستین پرواز آن در تاریخ ۹ اوت سال ۲۰۱۳ مسئولان شرکت روس ورتول را بر آن داشت تا در نمایشگاه هوایی ماکس نیز حضور یابند. این مدل نسبت به مدل میل-۲۸ان «شکارچی شب» بسیار بهبود یافته و فضای کابین این نمونه از فضای کابین میل-۲۸اس بیشتر شد و به سامانه‌های روزآمدسازی شده نوینی تجهیز شده‌است. تاکنون اطلاعات دقیقی از به‌روزرسانی‌های صورت گرفته بر روی این بالگرد فاش نشده‌است.

### میل-۲۸ان‌اِم
آخرین به‌روزرسانی میل-۲۸ است که آنتن دماغه آن حذف شده‌است و بالگرد با یک رادار مجهز شده‌است تا دید سرتاسری را برای خلبان فراهم کند. موتور جدید VK-2500P با قدرت ۲۵۰۰ اسب بخار جایگزین موتور TV3-117 شده‌است که ۳۰۰ اسب بخار قوی‌تر از موتور قدیمی است. این موتور در سال ۲۰۲۰ بر روی بالگرد نصب شد. روتور جدیدی برای آن درنظر گرفته شده که موجب می‌شود بیشینهٔ سرعت چرخش روتور ۱۳ درصد در حالت برخاستن و ۱۰ درصد در حالت کروز افزایش پیدا کند. همچنین دارای سامانه کنترل آتش و یک رادیوالکترونیک جدید به نام ایزدلی-۲۹۶ است. بالگرد با موشک‌های جدید هوابه‌هوا و ضدتانک مجهز شده‌است و دارای فلیر جدید نیز است.

## ویژگی‌ها (نسخهٔ اِی)

### ابعاد
- قطر گردش پروانه اصلی: ۱۷/۲ متر؛
- حداکثر طول (پروانه‌ها در حال چرخش): ۲۱/۳۳ متر؛
- درازای بدنه: ۱۷/۰۱ متر؛
- پهنای بدنه (شامل محفظه موتورها): ۳/۱۲ متر؛
- پهنای بدنه (شامل پهنای بالچه‌ها): ۵/۸۹ متر؛
- بلندا از سطح زمین: ۳/۳۹۵ متر.

### وزن
- خالی: ۸۶۰۰ کیلوگرم؛
- وزن عادی برخاستن: ۱۰۷۰۰ کیلوگرم؛
- بیشینه وزن برخاستن: ۱۱۵۰۰ کیلوگرم.

### توانایی‌های پروازی
- بیشینه سرعت: ۳۰۰ کیلومتر بر ساعت (۳۲۰ کیلومتر بر ساعت به دلیل نوک پره‌های رو به عقب)؛
- سقف پروازی خدمتی: ۴۶۰۰ متر؛
- برد با بیشینه سوخت: ۶۷۰ کیلومتر، شامل سوخت ذخیره ۳۰ دقیقه پرواز؛
- برد با بیشینه وزن بار: ۴۷۰ کیلومتر؛
- برد عبوری: ۱۳۲۰ کیلومتر با ۴ مخزن سوخت خارجی.

### جنگ‌افزار
- توپ: یک قبضه ۳۰ میلی‌متری؛
- تعداد فشنگ: ۳۰۰ تیر؛
- راکت: راکت‌های ۷۰، ۸۰، ۳۰ میلی‌متری؛
- موشک ضدتانک: در کل ۶ موشک «۹ ام ۱۱۴ اشتورم»؛ «۹ ام-۱۲۰اَتکا» با سیستم هدایت رادیویی فرمان در خط دید؛
- بیشینه برد موشک ضدتانک: ۶ تا ۸ کیلومتر؛
- موشک هوابه‌هوا: «۹ کا ۳۱۰» (کد ناتو: سام-۱۶)؛ «۹ ام ایگلا» (کد ناتو: سام ۱۸)؛
- سامانه کنترل آتش: سایت مستقر بر کلاهخود خدمه، سامانه کسب و نشانگذاری هدف، سامانه دید شبانه خلبان، رادار موج میلی‌متری «ان او-۲۵».

## نگارخانه

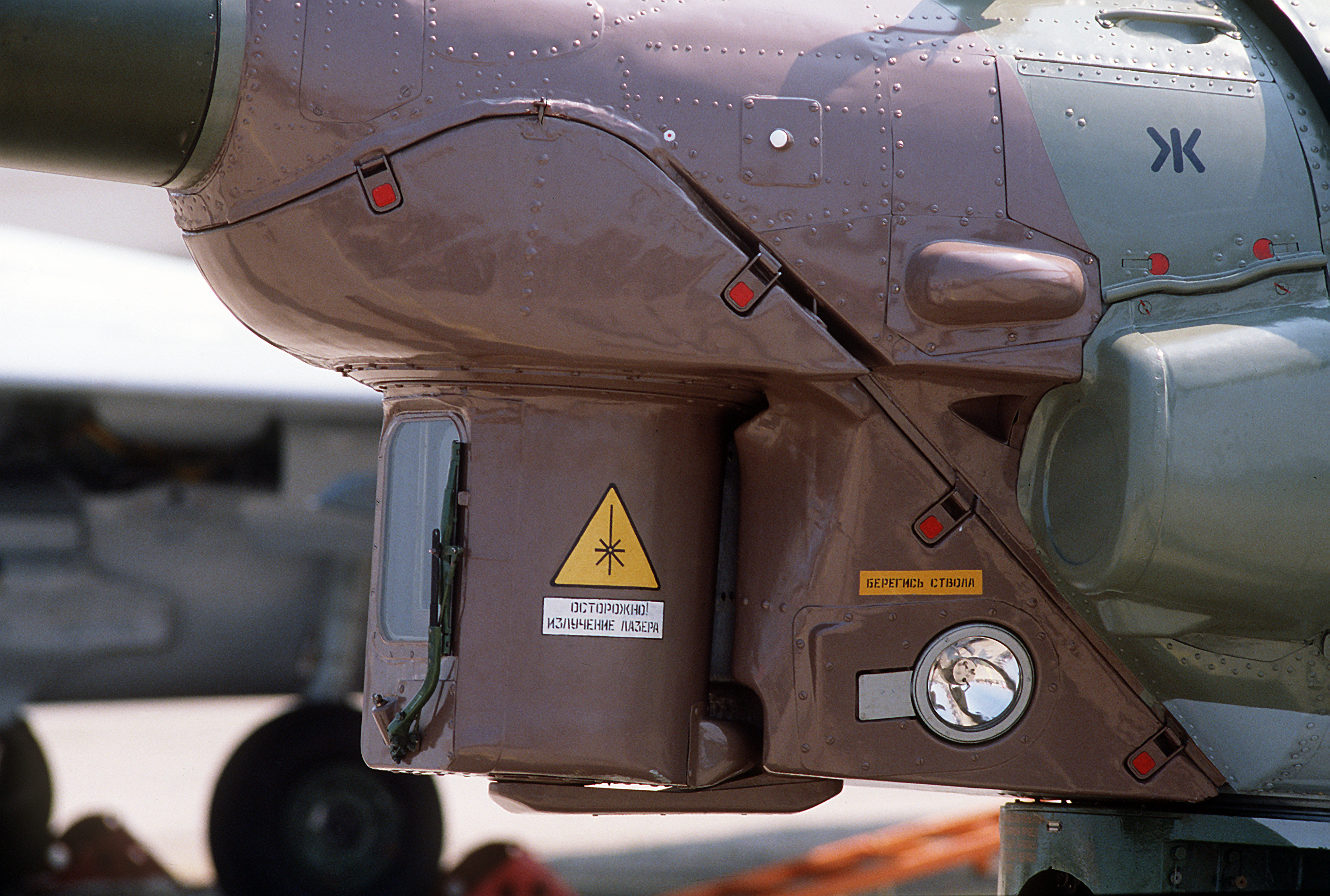
سنسور پرتابگر لیزر بر روی اهداف
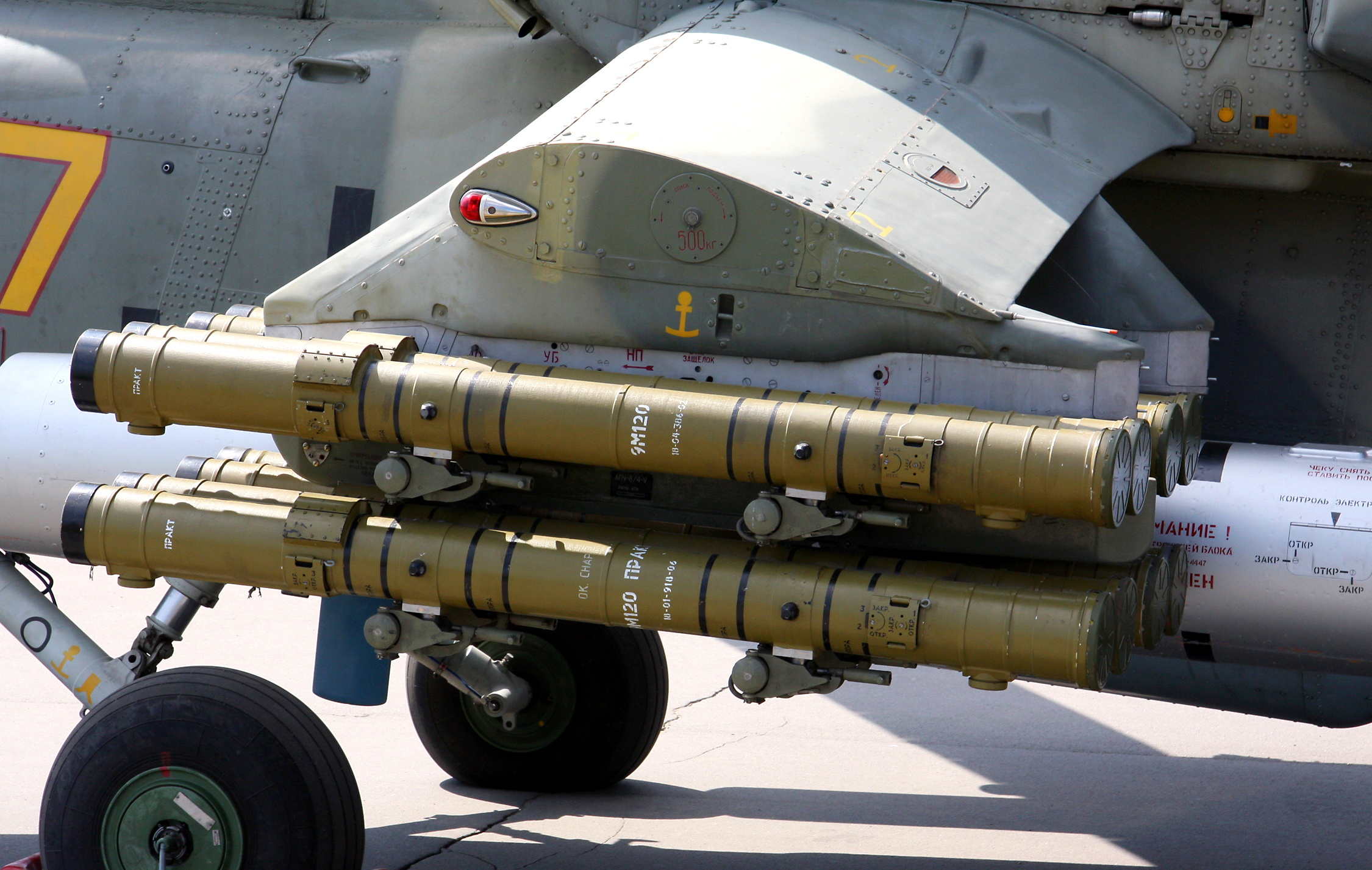
۸عدد موشک ضد تانک اشتورم نصب شده زیر بالها
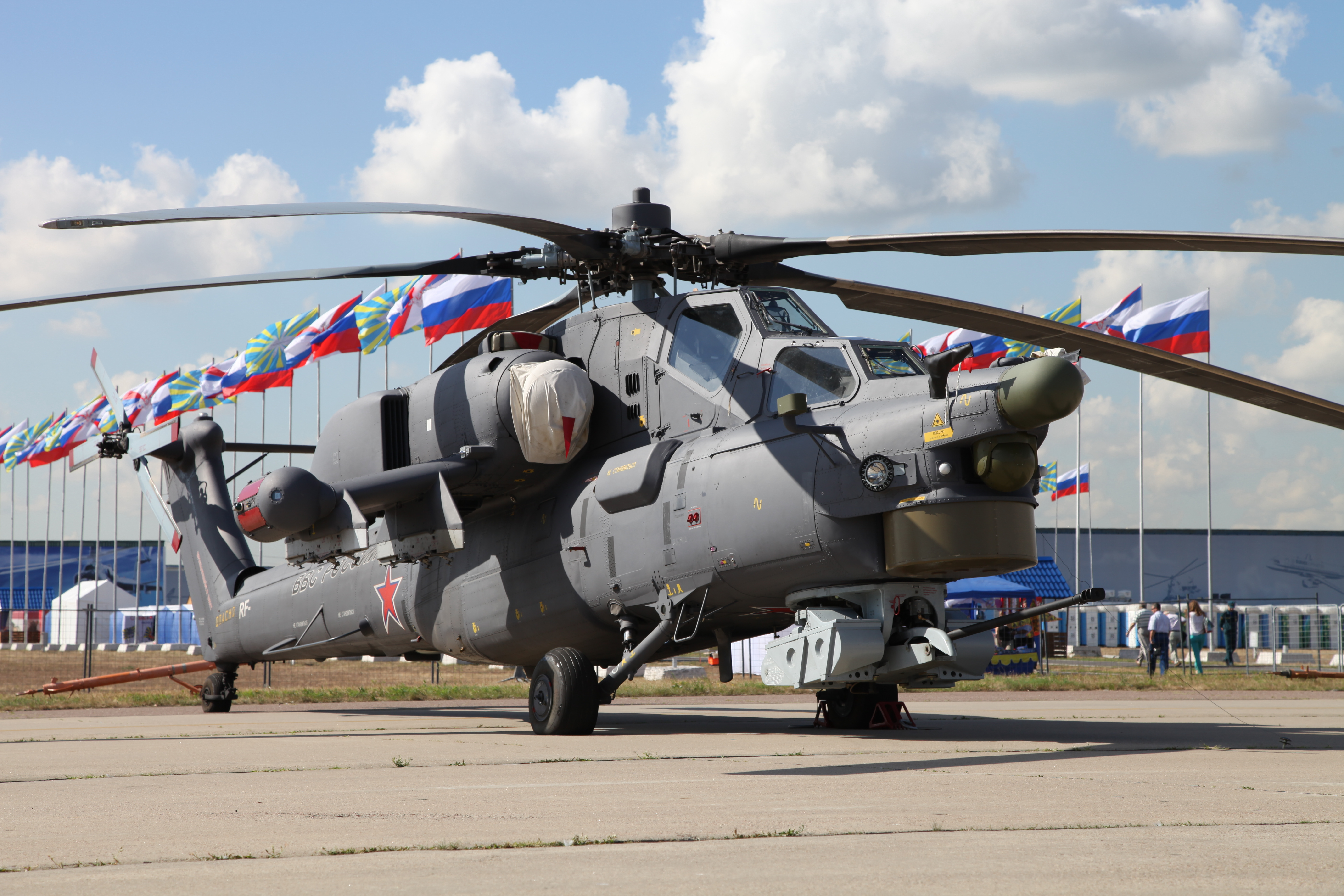
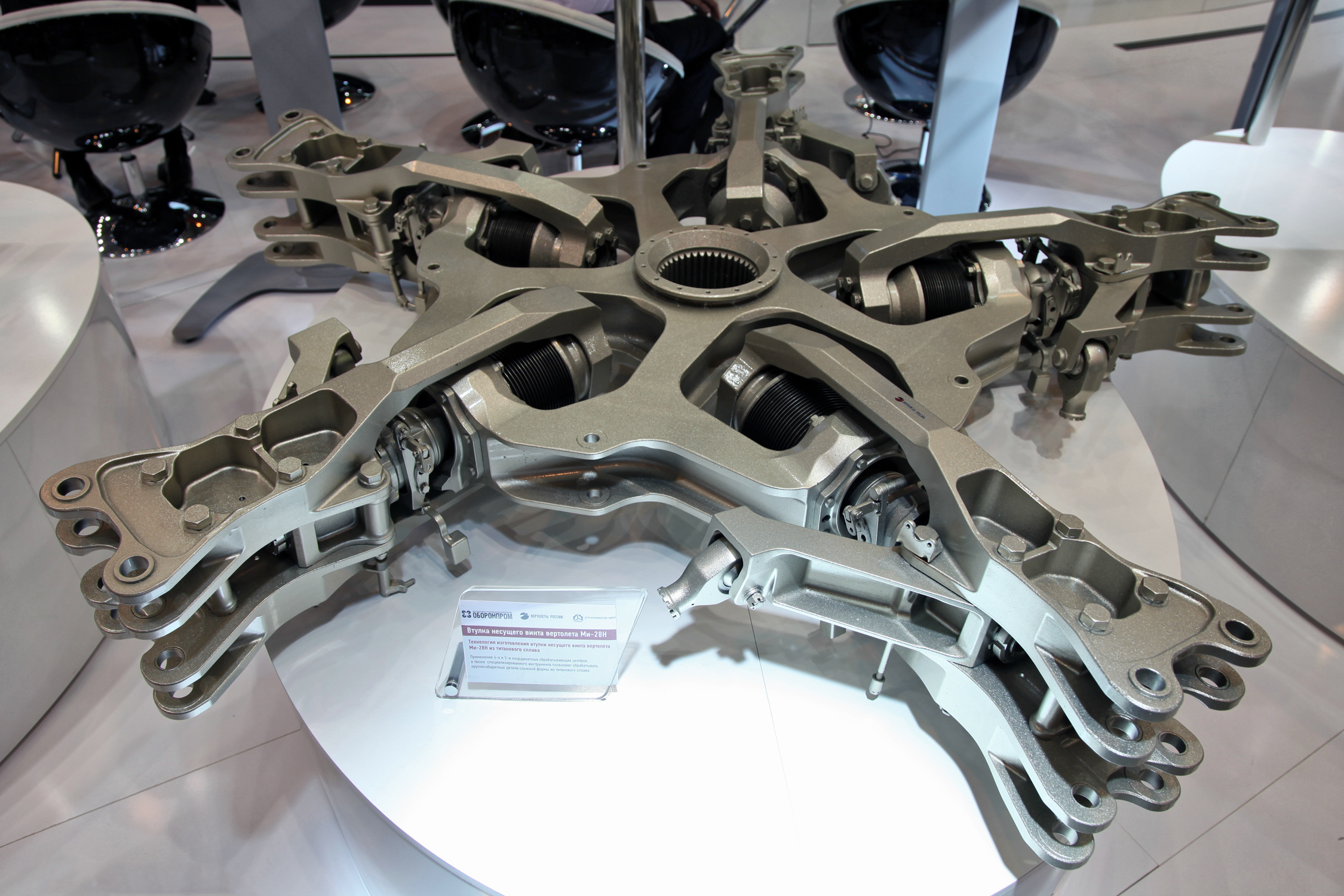
روتور بالگرد
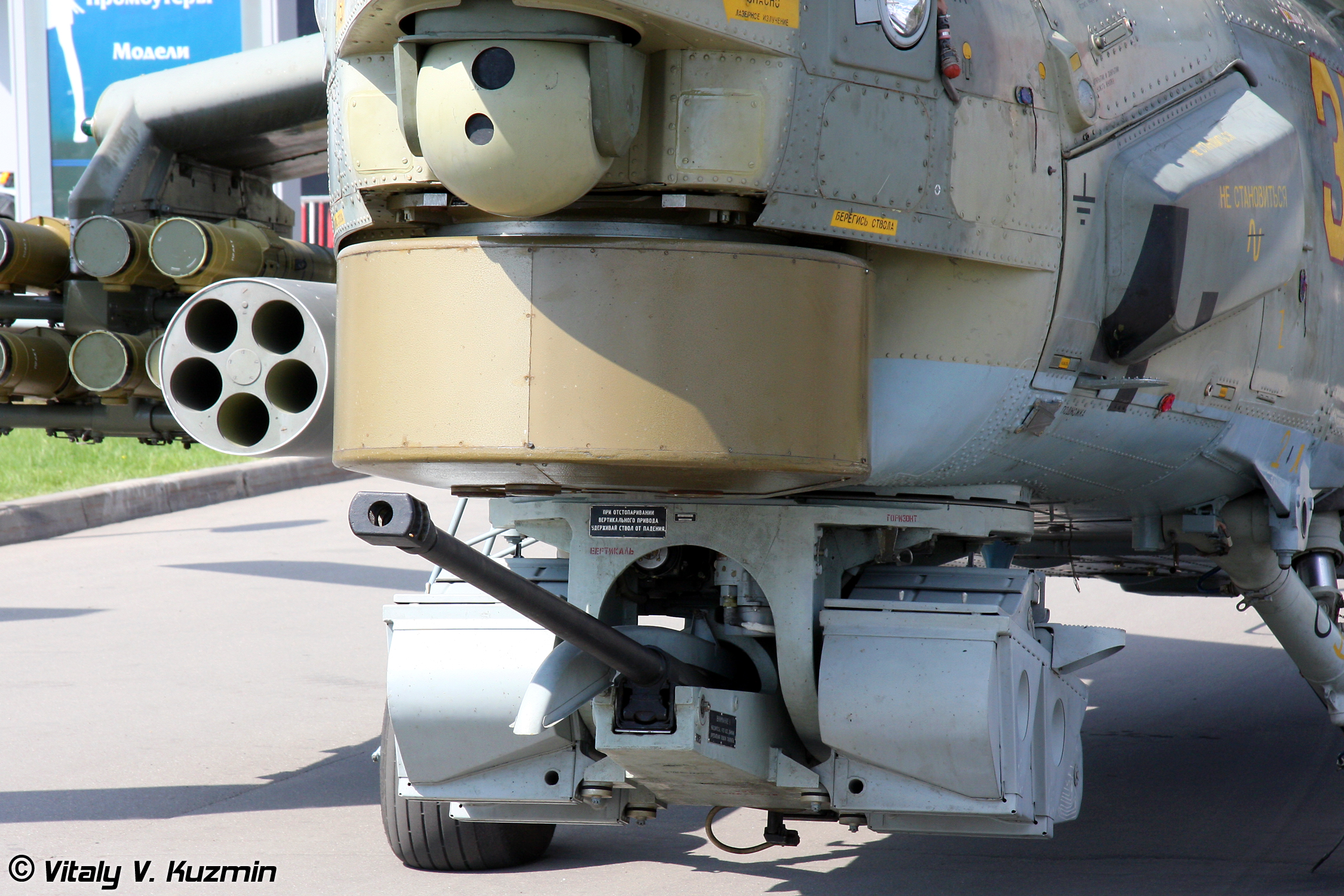
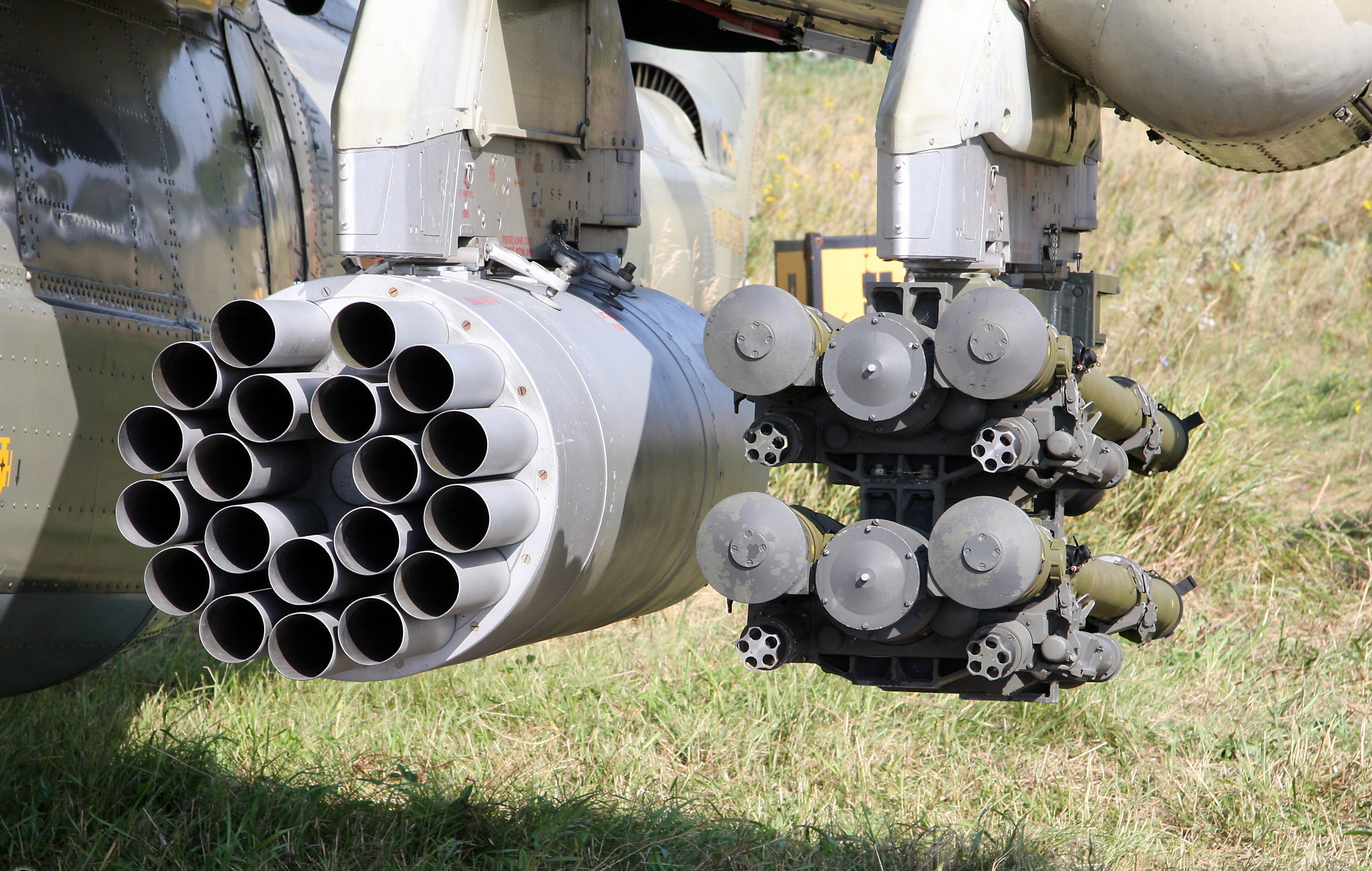